# Mongoolse invasie van het Kievse Rijk

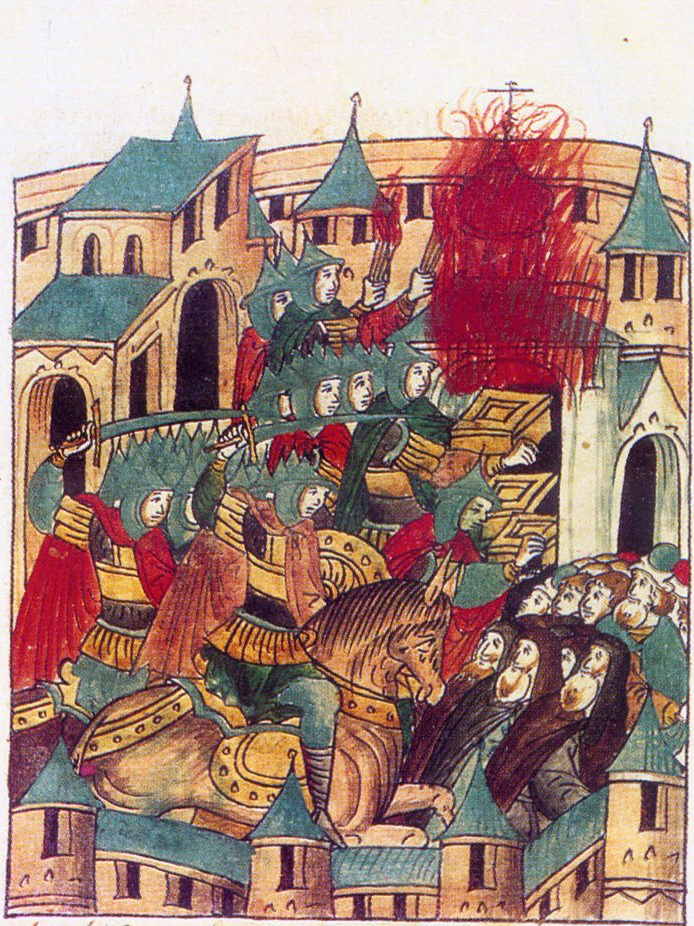
de plundering van Soezdal in 1238 volgens een fantasietekening uit de 16e eeuw

De Mongoolse invasie van het Kievse Rijk is de verovering van het Kievse Rijk (Roes') en de onderwerping van de resterende Roes' vorstendommen door de Mongools-Tataarse troepen van Batoe Chan, de kleinzoon van Dzjengis Chan, in de jaren 1237-1242.
De veldtochten van Batoe troffen in de eerste twee jaren de noordoostelijke vorstendommen van Vladimir-Soezdal en Rjazan. Geholpen door de politieke verdeeldheid onder de verschillende vorstendommen binnen het Kievse Rijk werden onder andere Soezdal, Vladimir en Rjazan verwoest. In de tweede fase voerden zij naar het zuidwesten, met de verovering van steden als Tsjernigov, Perejaslav en uiteindelijk Kiev.
De verwoestingen veroorzaakten een aanzienlijke teruggang van de bevolking. Door de daaropvolgende afhankelijkheid van de Roes aan de Gouden Horde werden de sociaal-economische en politieke ontwikkeling van het gebied voor lange tijd verhinderd. De Republiek Novgorod, Pskov en verschillende vorstendommen in huidig Belarus werden niet of nauwelijks geraakt door de Mongoolse invasie. Ook Galicië-Wolynië leed weinig verwoesting, maar onderwierp zich na aanhoudende druk in 1246 alsnog aan Batoe.

## Geschiedenis
Jebe en Subedei, twee generaals van Dzjengis Chan, keerden in 1223 terug van een veldtocht tegen Kuchlug, de laatste heerser van Kara-Kitan. Hierbij trokken zij over het gebied van het huidige Oekraïne, waar meerdere steden werden geplunderd. De Turkse Koemanen (Polovtsen) richtten zich tot de Roes' vorsten om hulp tegen de gemeenschappelijke vijand. Dit bondgenootschap werd op 31 mei van datzelfde jaar in de Slag aan de Kalka verslagen. Aan het eind van het jaar vielen de Mongolen Wolga-Bulgarije binnen, maar werden verslagen bij de Slag van de Boog van Samara.
In 1236 probeerden de Mongolen opnieuw Wolga-Bulgarije in te nemen, maar het zou nog vijf jaar duren voordat ze het geheel veroverd hadden.
In 1237 keerden de Mongolen onder Batoe Chan terug in het oosten van de Roes'. Tijdens hun veldtocht naar het noorden plunderden ze de meeste grote steden in de vorstendommen Vladimir, Rjazan en Soezdal. Bij de Slag aan de Sit werden de troepen van de noordoostelijke Roes' vorsten beslissend verslagen.
Tijdens het zuidelijke deel van de veldtocht werden meerdere steden veroverd, eindigend met de inname van Kiev in 1240. Het Mongoolse leger trok daarna verder westwaarts, richting Polen.
Batoe stichtte in 1242 zijn hoofdstad Saraj aan de benedenloop van de Wolga en richtte het kanaat van de Gouden Horde op. Een belangrijk deel van de inkomsten van de Gouden Horde bestond uit de tribuutbetalingen van de onderworpen volkeren. Als deel van het Mongoolse Rijk moest een tiende van deze belastingen aan de Grootkan afgegeven worden.

## Gevolgen
De Mongoolse veroveringen hebben de geschiedenis van Rusland, Oekraïne en Belarus diepgaand beïnvloed.

### Handel
Enerzijds verbrak de Mongoolse heerschappij de banden van de Roes met de rest van Europa, anderzijds vormde zich door de Pax Mongolica een culturele en economische as door Eurazië. Deze maakte handelsverbindingen tussen ver uiteen gelegen landen als Italië, het Nabije Oosten, India en China mogelijk. In het bijzonder de handel over de Krim met Egypte was goed ontwikkeld, evenals de handel met Genua en Venetië. Zo bezat Genua 14 handelsnederzettingen in het gebied van de Gouden Horde. Over land bestonden handelswegen naar Kiev en vandaar over de rivieren naar het noorden. Handelaren uit Breslau, Novgorod en Riga brachten handelswaar naar Midden- en West-Europa. De Gouden Horde verdiende zowel aan de handel zelf, als aan de tribuutbetalingen van de Genuezen en Venetianen en de tolbetalingen. De keerzijde van deze handelsroutes was dat ook epidemieën zoals de Zwarte Dood zich makkelijker konden verspreiden.

### Stedelijke ontwikkeling
Het culturele leven en de verstedelijking in de door de Mongolen beheerste gebieden kwamen aanvankelijk tot een stilstand. Zo werden honderd jaar lang geen stenen bouwwerken meer opgericht. Grote delen van de landbevolking vluchtten naar het noorden, in bosgebieden met een minder gunstig klimaat en armere bodem.
Doordat de Mongolen het Kievse Rijk vernietigden en de noordelijke bosgebieden grotendeels met rust lieten, konden machthebbers in de noordelijke periferie hun gebied uitbreiden. De Republiek Novgorod floreerde, en ook het voorheen onbeduidende Moskou kon zich ontwikkelen van een grenspost tot een stadstaatje.

### Vazalschap en belastingen
De Mongolen hadden er echter geen belang bij ieder eigen politiek, cultureel en sociaal-economisch leven van de Roes' bevolking stil te zetten. Zij stonden het de Roes' vorsten toe hun eigen landen te besturen, zolang zij onderdanig en schatplichtig bleven aan de khan van de Gouden Horde. Iedere nieuwe vorst diende persoonlijk naar Saraj te reizen om met een jarlik (een soort octrooi) bevestiging te krijgen dat zij in dienst van de khan over hun vorstendom mochten regeren. 
Met een verdeel en heers-politiek speelden de khans de rivaliteiten der Roes' vorsten tegen elkaar uit, terwijl in geval van ongehoorzaamheid of te grote machtsuitbreiding van een vorst vernietigende strafexpedities uitgevoerd werden. Met name de jarlik voor de titel van grootvorst van Vladimir zou vanaf eind 13e eeuw een grote rol gaan spelen.
Hoe het bestuursapparaat precies tot stand kwam en werkte, is eeuwen later moeilijk te reconstrueren. Historicus Charles Halperin waarschuwde in 1987: 'Het analyseren van het Mongoolse bestuur in Rusland vereist zorgvuldige bestudering van zowel de overgeleverde bronnen afzonderlijk als het grotere plaatje dat ze presenteren. Veel van de verwijzingen naar Mongoolse ambtenaren en bestuurders komen voor in onbetrouwbare teksten uit latere perioden en vertonen onmiskenbare tekenen van interpolatie.' Wat duidelijk is, is dat er binnen enkele jaren na de invasie (ergens tussen 1245 en 1260) baskaki (enkelvoud baskak) of darugha (enkelvoud darughachi) werden aangesteld, lokale tollenaars die namens de khan belasting kwamen innen. Dit lijkt niet centraal en uniform overal tegelijkertijd te zijn georganiseerd, maar plaatselijk per dorp of stad op verschillende momenten te zijn opgezet.

### Mongolen en Tataren
In de Russische en andere Europese geschiedschrijving werden de invallende Mongolen ten onrechte Tataren genoemd. De eigenlijke Tatar waren een Siberisch volk dat door Dzjengiz Chan onderworpen was. Hoe deze benaming voor de Mongolen gebruikt kwam te worden is niet geheel duidelijk. De Turkse volkeren, die al langer in het gebied van het huidige Rusland woonden, bekeerden zich tot de islam en identificeerden zich geleidelijk met de Gouden Horde. Uiteindelijk werd "Tataren" zo de benaming voor alle islamitische Turkstalige volkeren in Rusland. Het huidige volk der Wolga-Tataren stamt dan ook hoofdzakelijk af van de Wolga-Bulgaren en slechts in zeer geringe mate van de 12e-eeuwse Mongoolse invallers.

## Tijdlijn van de Mongoolse invasie
- 1223: Slag aan de Kalka

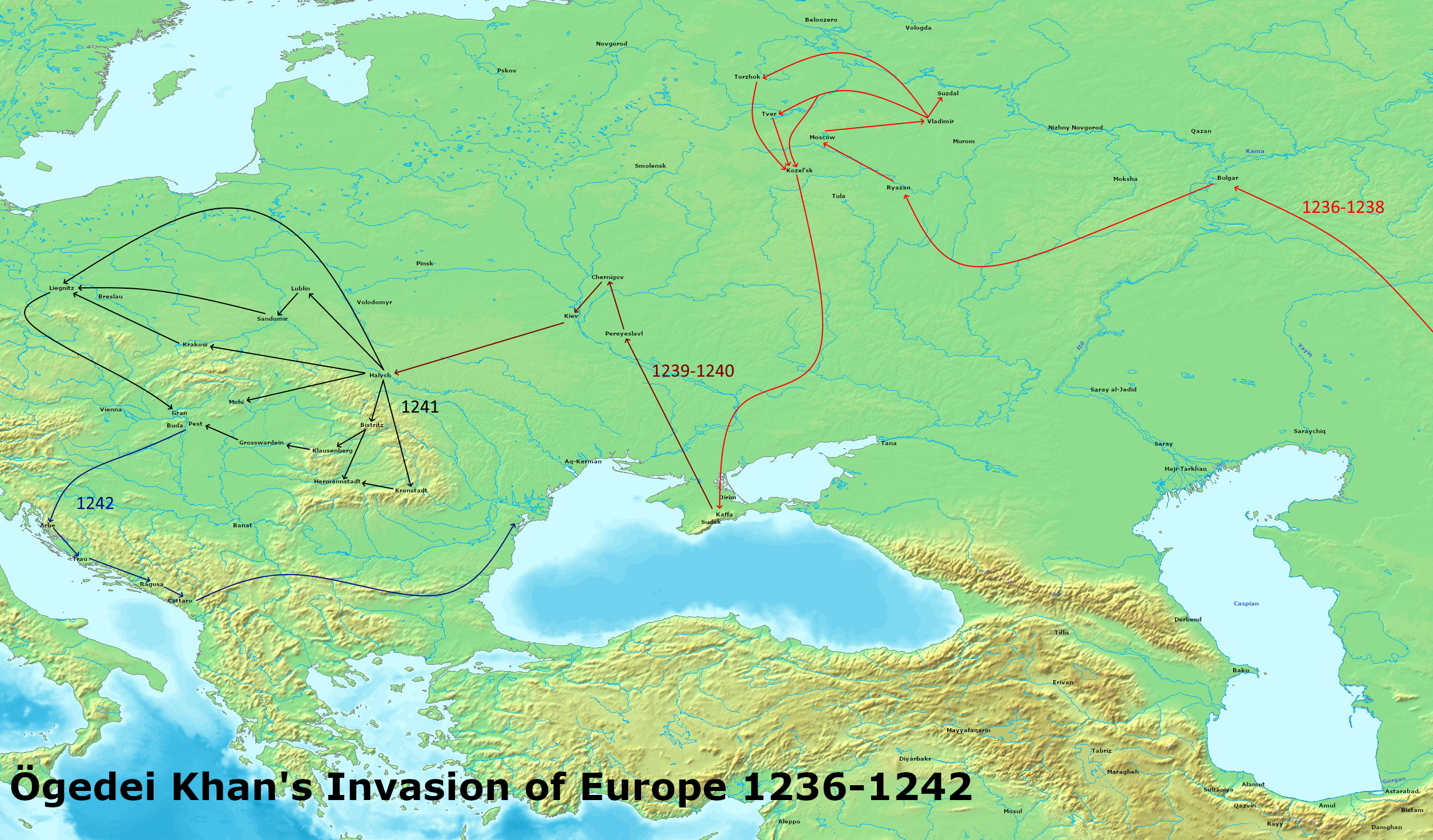
Kaart

- december 1237: Rjazan wordt door de Mongolen na een belegering van zes dagen ingenomen en vernietigd en de bevolking gedood; de stad Pronsk wordt veroverd en verwoest
- januari – maart 1238: verovering van de vorstendommen Vladimir, Pereslavl, Joerjev-Polski, Rostov, Jaroslavl, Oeglitsj en Kozelsk
- 1239: verovering van het vorstendom Tsjernigov, de stad Moerom wordt platgebrand
- 1240: verovering en deels verwoesting van Kiev
- 1241: verovering van Galicië-Wolynië en vernietiging van Volodymyr en Halytsj
- 1242: Batoe Khan sticht de Gouden Horde met als hoofdstad Saraj.